# Lucretia Marinella

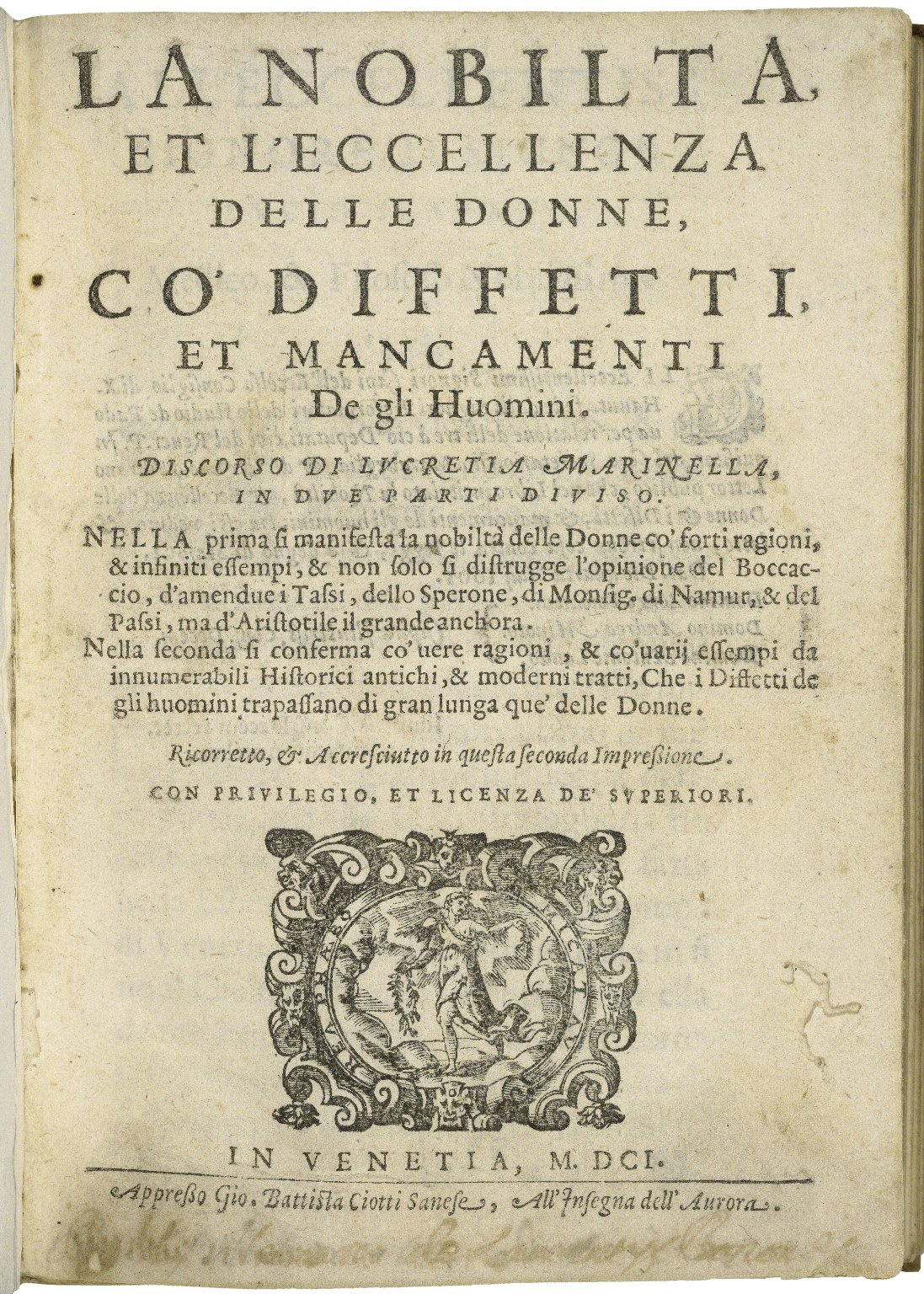
Die Titelseite einer Ausgabe von 1601 der Schrift La nobilita, et l’eccellenza delle donne.

Lucretia Marinella (* 1571; † 1653) war eine italienische Schriftstellerin der Renaissance. 

## Wirkungen
Lucretia Marinella hinterfragte die zu dieser Zeit üblichen Argumente gegen weibliche Selbstbestimmung, stellte sich gegen das aristotelische Frauenbild und setzte sich kritisch mit der Schöpfungsgeschichte auseinander. Hier verwies sie unter anderem darauf, dass die Rippe Adams, aus der Eva erschaffen wurde, deutlich wertvolleres Material sei als der Lehm, aus dem Gott Adam erschuf. Marinellas Frauenbild ist Gegenstand von verschiedenen Untersuchungen zum Frauenbild innerhalb der Renaissance. So leitet sie z. B. die Bezeichnung für Frau vom hebräischen Isciah (hebräisch: ischah), was Feuer bedeutet (hebräisch: esch) ab:

„Dieser Name zeigt ein himmlisches, göttliches und unzerstörbares Feuer, dessen Natur es ist, die in unsere Körper eingeschlossenen Seelen zu vervollkommnen, sie anzuspornen und zu erleuchten, sie also an der göttlichen Vollkommenheit Anteil haben zu lassen und sie von aller irdischer Häßlichkeit fernzuhalten. Man sieht dieses himmlische Feuer im Körper des weiblichen Geschlechts strahlen […].“

Der Wert ihrer Arbeit liegt insbesondere in der impliziten Argumentation, mit der sie die vorherrschenden Vorstellungen über die Frau im Diskursrahmen ihrer Zeit kritisch befragt.